# Chouaib Khadir
Chouaib Khadir (ur. 30 października 1994) – marokański piłkarz występujący na pozycji pomocnika w klubie Wydad Fès.

## Kariera klubowa
Wychowanek Maghrebu Fez. 1 lipca 2014 awansował do pierwszego zespołu. Zadebiutował 23 sierpnia 2014 w przegranym 1:0 meczu przeciwko Ittihadowi Khémisset. W 65. minucie wszedł za Achrafa Bencharkiego. Pierwszego gola strzelił 8 maja 2016 w zremisowanym 2:2 meczu przeciwko Renaissance Berkane. Łącznie wystąpił w 29 meczach i trafił do siatki jeden raz.
Następnie grał w klubach: Ittihad Khémisset, CODM Meknès i Union Sidi Kacem.
1 listopada 2020 podpisał kontrakt z Wydadem Fès.

### Statystyki
Stan na 5 stycznia 2022
| Sezon   | Klub        | Kraj   | Rozgrywki | Mecze | Gole |
| ------- | ----------- | ------ | --------- | ----- | ---- |
| 2014/15 | Maghreb Fez | Maroko | GNF 1     | 20    | 0    |
| 2015/16 | Maghreb Fez | Maroko | GNF 1     | 9     | 1    |